# Disbelief
Disbelief (с англ. — «Неверие, сомнение») — немецкая метал группа, сформированная в городе Дармштадт земли Гессен, в 1990 году. Характерным отличием группы является необычный вокал фронтмена группы, тяжёлые и напористые гитарные риффы и мрачная атмосфера.

## История

### Первые шаги
Группа начинала с довольно нескоростного дэт-метала, постепенно привнося в свою музыку всё больше элементов и сладж-метала. Нынешний стиль группы можно охарактеризовать примерно, как сладж/дэт-метал с элементами трэш-метала.
В состав на момент формирования входили:
- Оливер Ленц — гитары
- Маркус Гнап — ударные (ex-Deztroyer)
- Карстен Ягер — вокал

Год спустя, басист Денис Мьюсиол вошёл в их ряды, и в формате квартета группа приступила к записи первых демозаписей. Первые 2 демо были записаны в 1992 и 1993 годах соответственно, имели цветные обложки. Их названия Erste и Unbound. По окончании записей начались первые кадровые перестановки — Маркус Гнап был заменён на Кая Бергерина, Денис Мюсиол переключился на лид-гитару, на которой играл и до этого совмещая её с игрой на басу, а на роль нового басиста взяли Томми Фрича, оба играли в группе Devastate. Таким образом в обновлённом составе и, теперь уже являясь квинтетом, группа записала третью демо-ленту в 1995 году. В том же году они рекрутировали другого басиста Йохена Трунка, игравшего в группе No Silence, который сразу же вписался в коллектив, а Томми переключился на вторую гитару, и музыканты записали ещё одну демку, имевшую название Choice.

### 1990-е годы
Взяв за основу материал из двух последних демозаписей, группа начала работу над первым полноформатным альбомом, в который вошли преимущественно композиции, знакомые поклонникам по демозаписям, но сыгранные на более высоком уровне, и несколько новых. Осенью 1996 года альбом был записан, а весной 1997 года лейбл GSM (Grind Syndicate Media), возглавляемый Энди Классеном, экс-гитарист/экс-вокалист трэш-формации Holy Moses, выпустил первый одноимённый альбом группы, включающий в себя 11 песен в сформировавшемся уникальном стиле. Как и на последней демозаписи, на обложке альбома присутствовала эмблема группы, написанная особенным шрифтом, сопровождающая каждый новый релиз группы. Песни с этого релиза попали в сборники, такие как «10 Years Nuclear Blast», «Nuclear Blast — Soundcheck Series Vol.: 11» и «Death …Is Just The Beginning Vol.: IV».
Второй полноформатный альбом был записан в 1998 году, также под руководством Энди Классена на его же лейбле, и получил название Infected На этот раз количество песен составляло 9, и снова несколько песен попали в разного рода сборники различных лейблов: «Hammer — Off Road Tracks Vol.: 10», «News From Nuclear Blast Vol.: 2», «Nuclear Blast — Soundcheck Series Vol.: 14».
В том же году группа выступила на Nuclear Blast Festival вместе с Hypocrisy и Benediction, появилась на Wacken Open Air, а также была встречена каналом VIVA для специального выступления на Dynamo Open Air.
В 1999 году снова произошли кадровые перемены, и на этот раз гитарист Томми Фрич уступил своё место Яну-Дирку Лёффлеру. После того группа приобрела такой вид:
- Карстен Егер — вокал
- Оливер Ленц — гитара
- Кай Бергерин — ударные
- Йохен Трунк — бас
- Ян-Дирк Лёффлер — гитара

### «Худший враг» и «Сияние»
В 2000 году группа подписала договор с лейблом Massacre Records, но альбом, как и раньше, записывался под руководством Энди Классена и его брата Георга. Новая работа получила название Worst Enemy. Альбом содержал в себе 9 песен и «Outro», как и на прошлых релизах, так и на этом есть песни попавшие в сборники, такие как «Rock Hard — Dynamit Vol.: 26», «Hammer — Off Road Tracks Vol.: 44», «Nuclear Blast Soundcheck Series Vol.: 26», «Israeli Metal Hammer Vol.: 16».
Этот альбом, выпущенный в 2001 году, получил довольно высокие оценки таких журналов, как «Metal Hammer» (6 из 7), «Rock Hard» (9,5 из 10) и «Legacy» (15 из 15).
На следующий год, уже в студии Хайнца Хесса Art of June, музыканты записали свой четвёртый альбом, в который вошло 10 песен, и который получил название Shine. С этого альбома лишь одна песня была взята в сборник «Nuclear Blast Soundcheck Series Vol.: 29». Музыканты отправились в турне, в апреле побывав также на No-Mercy Festival вместе с другими представителями экстремального метала — Bolt Thrower.

### Большой прорыв и закрепление успеха
Настоящим достижением и переворотом в истории группы стал пятый альбом Spreading The Rage, записанный снова под контролем Энди Классена, имевший более разнообразное звучание и большее количество композиций — 13. Выпущенный снова на Massacre Records, он имел огромный успех у слушателя, благодаря клипу на песню «To The Sky» и концертному видео на песню «Ethic Instinct», которые вошли в клипованные сборники немецкого лейбла Nuclear Blast — Monsters Of Metal. В концертный тур команда поехала с такими командами, как Darkane, Mnemic, Mystic Prophecy и Death Angel в качестве сохедлайнера.
В 2004 году, теперь уже заключив контракт с Nuclear Blast, коллектив отправился в турне в группой Pro-Pain, а в марте 2005 года вышел их альбом под названием 66Sick. Записан он уже был не с Энди Классеном, а с Тью Медсеном, работа с которым положительно отразилась на музыке группы. На этом релизе присутствовало уже больше сладжа, и всё больше ощущалось влияние постметала. На этом релизе тоже было экранизировано 2 песни — «Sick» и «Rewind It All (Death Or Glory)».

### Новые перемены и запись Навигатора
В 2006 году из группы сначала из-за проблем со здоровьем уходит Оливер Ленц, который был в группе с момента создания, а на его место становится вернувшийся в ряды группы Томми Фрич. Потом музыканты сменили лейбл на прежний Massacre Records.
В конце лета они приняли участие в фестивале Monsters Of Rock, который состоялся с 3 по 7 августа на черноморском курорте Варна (Болгария), отыграв на одной сцене с такими группами, как Annihilator, Atrocity, Axel Rudi Pell, Celtic Frost, Edguy, Fear Factory, Gamma Ray, Kreator, Masterplan, Metal Church, Michael Schenker Group, Motorhead, Nevermore, Opeth, Rose Tatoo, Saxon, U.D.O., UFO, Uli Jon Roth и другими.
По окончании концертной деятельности группа отправилась в студию «MX» (Бухен, Германия), где под руководством продюсера Майкла Майнкса записала седьмой альбом — Navigator. В звучании появилось немного больше чистого вокала, а также фрагменты, похожие на трэш-метал, но группа осталась верна своему стилю. На заглавную песню альбома был снят видеоклип, где группа предстаёт уже в формате квартета. Сначала группу покинул гитарист Ян-Дирк Лёффлер, а на его место был взят Йонас Халил. Затем ушёл и Томми Фрич. Альбом выходил, как в формате CD, так и Digipack с Bonus-DVD, на котором присутствовал концерт и пара клипов. Решив не оставаться квартетом перед поездкой в тур, они приняли в состав второго гитариста Виталия Вебера и отправились в тур в поддержку альбома.

### Стабилизация состава и новый альбом
Disbelief появились в студии «MX» (Бухен, Германия) лишь в январе 2009 года вновь с продюсером Майлом Майнксом, чтобы начать запись нового альбома, получившего название Protected Hell, выход которого был запланирован на лейбле Massacre Records. Презентация материала до выхода альбома состоялась 6 февраля в зале Headbangers Ballroom (Гамбург, Германия). Сразу же по окончании работы в студии группу был вынужден покинуть гитарист Йонас Халил. Его комментарии по этому поводу выглядели следующим образом:

«Мы решили расстаться ввиду трудностей с нашими рабочими графиками. Как профессиональный музыкант, я не могу себе позволить посвятить всё свою время только одному музыкальному проекту, не имея возможности заниматься другими делами, например работой в оркестре, сольными концертами и т. п., которые тоже могут потребовать моего внимания в любое время. Также хотелось бы подчеркнуть, что между нами нет никаких личных противоречий, и ребята всегда могут рассчитывать на меня, если потребуется помочь отыграть концерт. Хочу пожелать моим друзьям Ягеру, Джо, Каю и Виталию всего самого лучшего во время записи и продвижения нового альбома, Protected Hell, выходящего 17 апреля!

Мой собственный сайт, а также новая музыка на MySpace скоро будут в сети! Кроме того, скоро я приму участие в выступлениях Sacred Steel, в честь выхода новой записи, „Carnage Victory“. Так что скоро увидимся!»
Диск Protected Hell вышел 17 апреля 2009 года в двух вариантах — в обычном и формате диджи-пака. В альбом вошли 12 песен общей продолжительностью около 50 минут. Обложка оформлена с неизменным логотипом группы, который её сопровождал уже более 10 лет.
Помимо этого, Disbelief объявили о том, что в их состав был принят новый испанский гитарист Алехандро Варела. По этому поводу коллектив сказал:

«Варела задал нам жару на репетиции, и он действительно прикольный парень! Конечно, для него это огромный риск, но он готов к нему, несмотря на расстояния, и мы поддержим его во всем!! Следующий месяц мы потратим на то, что сыграться и создать новую основу для Disbelief».

### Юбилейный альбом и значительные потери 2010 года
В декабре 2009 года, после ряда концертов, Алехандро Варела покинул группу. Решив не брать нового человека, свой девятый альбом коллектив решил писать в формате квартета. Новый материал был записан на новом месте, а именно на студии своего гитариста Виталия Вебера. Новый материал являет собой небольшое возвращение к истокам наряду с данью творчеству старым командам. В альбом вошли 8 песен, 4 из которых явлились абсолютно новым материалом, ещё 3 — это кавер-версии и 1 специально перезаписанная для альбома. Этим релизом группа ознаменовала своё 20-летие, поэтому этот опус, получивший название Heal!, вышел с бонусным DVD, на который вошло выступление группы на фестивале Walpurgis Metal Days. Но, как и ранее, кроме лимитированного диджи-пака, вышла и обычная версия, не имеющая в комплекте DVD. Релиз альбома переносился 2 раза.
Концертную деятельность в поддержку нового альбома группа начала с принятия в качестве приглашенного концертного гитариста Александра Хагенауэра, таким образом, снова в уже привычном формате группа продолжила свою концертную деятельность.
Тем не менее, в июне 2010 года группа объявила о поиске второго гитариста.
Но на этом кадровые перестановки не закончились и уже в сентябре о своём уходе заявили сразу двое участников группы, а именно ударник Кай Бергерин, который был с группой практически с момента её создания, и Виталий Вебер, гитарные партии которого звучали на последних трёх дисках группы и на студии которого писался юбилейный альбом. По официальным данным, представленным группой, барабанщик покинул её, мотивируя это личными причинами, по которым он не будет иметь возможность ездить в турне, а вот гитарист покинул коллектив из-за личных разногласий с остальными его участниками. В довершение ко всему оставшиеся участники отметили следующее:

«Хотелось бы сказать им обоим спасибо, за то хорошее время, которое мы провели вместе и за их вклад в Disbelief. Мы желаем всего самого наилучшего на их музыкальном пути».— 
Таким образом, отметив юбилей, формация оставила в составе лишь одного оригинального участника — вокалиста Карстена Ягера, которому вместе с басистом Йохеном Трунком, предстояло набрать новый состав для тура с Six Feet Under.

## Участники группы

### Нынешний состав
- Карстен Егер (Karsten Jäger) — вокал (1990 -)
- Йохен Трунк (Jochen Trunk) — бас (1995 -)
- Давид Реннер (David Renner) - гитара (2013 - )
- Фабиан Регманн (Fabian Regmann) - ударные (2014 - )
- Мариус Пак (Marius Pack) - гитара (2018 - )

### Покинувшие группу
- Маркус Гнап (Markus Gnap) — ударные (1990—1994)
- Денис Мьюсиол (Denis Musiol) — бас (1990—1994) и гитара (1994—1995)
- Томми Фрич (Tommy Fritsch) — бас (1994—1995) и гитара (1995—1999, 2006—2007)
- Оливер Ленц (Oliver Lenz) — гитара (1990—2006)
- Ян-Дирк Лёффлер (Jan-Dirk Löffler) — гитара (1999—2007)
- Йонас Халил (Jonas Khalil) — гитара (2007—2009)
- Алехандро Варела (Alejandro Varela) — гитара (2009)
- Кай Бергерин (Kai Bergerin) — ударные (1993—2010)
- Виталий Вебер (Witali Weber) — гитара (2007—2010)
- Корнелиус Альтхаммер (Cornelius Althammer) - ударные (2010-2011)
- Вольфганг Ротбауэр (Wolfgang Rothbauer) - гитара (2010-2013)
- Сандро Шульце (Sandro Schulze) - ударные (2013-2014)
- Александер Хагенауэр (Alexander Hagenauer) — гитара (2014 - 2017)

## Официальная дискография

### Демозаписи
- Demo 1992 или Erste Demo (1990)
- Unbound (1993)
- Promotion Tape 1995 (1995)
- Choice (1995)

### Номерные альбомы
- Disbelief (1997)
- Infected (1998)
- Worst Enemy (2001)
- Shine (2002)
- Spreading The Rage (2003)
- 66Sick (2005)
- Navigator (2007)
- Protected Hell (2009)
- Heal! (2010)
- The Symbol of Death! (2017)
- The Ground Collapses (2020)
- Killing Karma (2024)

### Специальные издания
- Disbelief / Infected (Double-CD) (2005)
- 66Sick (Limited Edition Slipcase-CD) (2005)
- 66Sick (Japan Edition) (2005)
- Platinum Edition (Boxed Set) (2006)
- Navigator (Digipack) (2007)
- Protected Hell (Digipack) (2009)

## Совместные работы
В 2007 году Карстен Ягер принял участие в записи альбома Icon французской грайнд-формации Benighted. Его голос можно услышать на песне «Human Circles».
В 2009 году Ягер участвовал в записи альбома группы Graveworm под названием Diabolical Figures. Вокальные партии были записаны к песне «Forlorn Hope».

## Сторонние проекты музыкантов группы
До того, как пополнить ряды новоиспечённой группы, Маркус Гнап был барабанщиком в группе Deztroyer, игравшей трэш-метал, выпустившей несколько демо и один альбом и распавшейся через год после его ухода. Существовала группа с 1986 по 1991 года. Группа имеет свой веб-сайт и страничку на MySpace.
После ухода из группы в 1993-м, через пять лет, а именно в 1998-м Маркус Гнап, вместе с двумя бывшими участниками Deztroyer — Уве Бекером и Кристофером Шинцелем, организовывает группу Stay Where The Pepper Grows, также играющую в стиле трэш-метал, с элементами спид-метала, которая действует до сих пор. Название группы можно считать образным, так как оно литературно на немецком звучит «Bleib wo der Pfeffer wächst», а это немецкое выражение, дословно переводящееся как «Уходи и не возвращайся». Группа также имеет свой сайт в интернете и страничку на MySpace.
До того, как войти в состав группы, Томми Фритш и Кай Бергерин играли в составе пауэр-метал-формации Devastate, образованной в 1989-м году и так не выпустившей ни одного студийного альбома. В 1994-м году они распались, оставив дискографию из четырёх демозаписей.
До того, как стать участником Disbelief Йохен Транк играл в группе No Silence образовавшейся в 1986-м году и игравшая смесь прогрессив, трэш и спид-метала. За время существования в группе сменилось несколько гитаристов, басистов и барабанщиков, за это время группа успела записать три демо-ленты и, так и не выпустив полноформатного альбома, распасться в 1994-м году.
В 1999-м году была основана группа Eternal Glory, игравшая в стиле хэви-метал, просуществовавшая чуть больше года, выпустившая одну демку и распавшаяся. Позже два её участника, а именно Йонас Халил и Герд Паффлер организовуют новую группу, получившую название Immortal Metalheads, игравшую пауэр-метал, не просуществовавшую и года и не имевшую постоянного состава, тем не менее, им таки удаётся выпустить демо «Wrath of the Metal Legions» и благополучно распасться. Йонас Халил также после этого в разное время играл в группах Final Excess и Serpent Speech.
После очередного распада группы, Йонас Халил присоединился к ещё одной более стабильной формации, играющей пауэр-метал. К тому времени группа уже была на хорошем счёту и лишилась сразу двух гитаристов, ушедших в My Darkest Hate, играющую дэт-метал. На роль гитариста и был взят Йонас Халил, а басист группы Йенс Зоннерберг переключился на вторую гитару. Группа взяла нового басиста в лице Кая Шинделяра. Sacred Steel была основана в 1997-м году, за это время они уже выпустили 7 полнометражных альбомов и 1 концертный, сингл и EP. Коллектив имеет свой сайт и страничку на MySpace и выпускается также на «Massacre Records», как и Disbelief.
Виталий Уэбер, играя в Disbelief, также является гитаристом трэш-дэт-метал команды Legal Hate, основанной в 2002-м году. Уникальность группы в том, что в её составе были 2 девушки, одна из которых впоследствии покинула коллектив, игравшие на гитаре и ударных, а также в примеси в музыку элементов грув-метала. На сегодняшний день группа уже имеет свой сайт и страничку на MySpace, успела записать 1 альбом и демо, готовит новый альбом и ищет лейбл.